# Alexei Nikolajewitsch Charusin

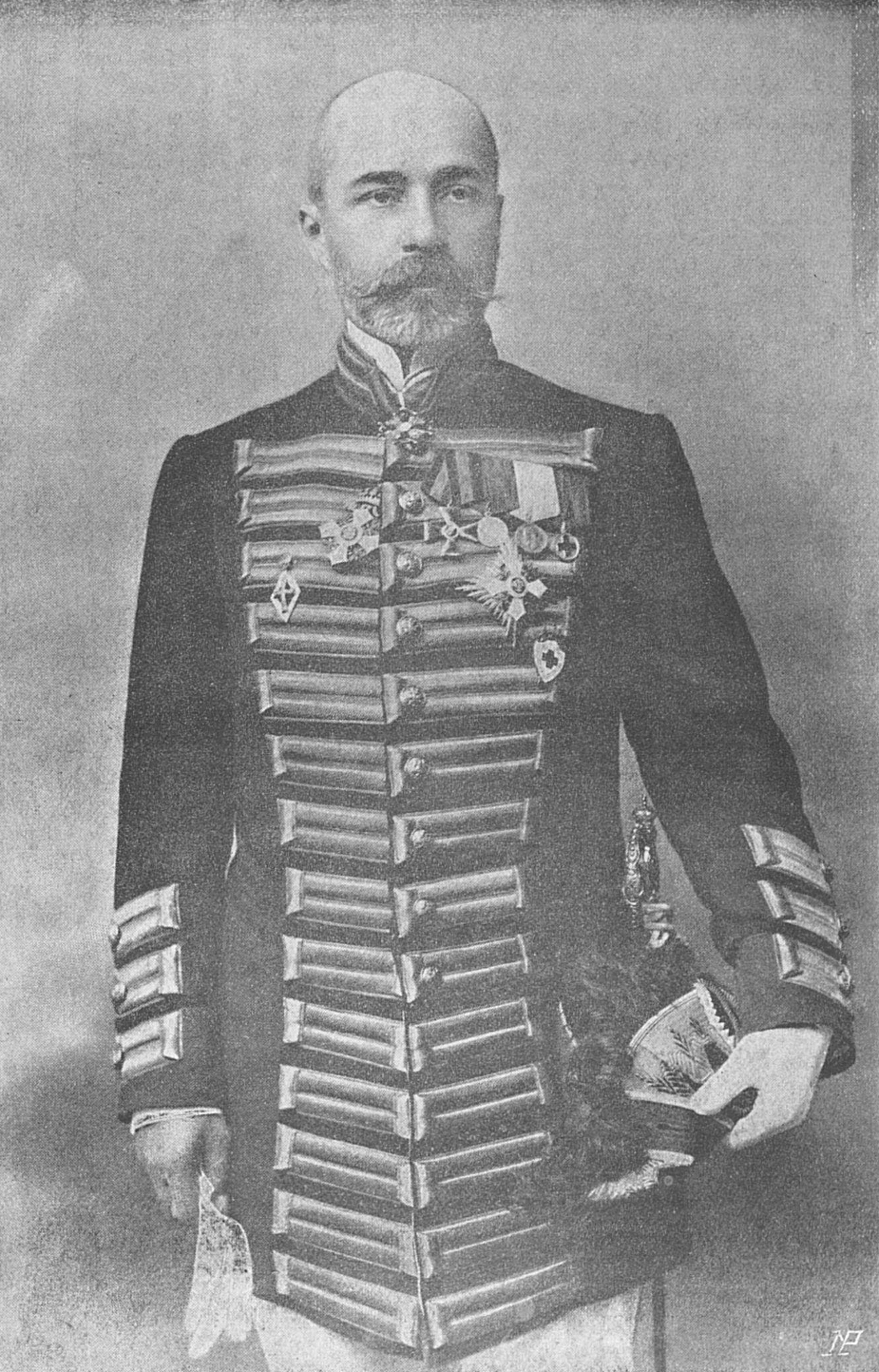
Alexei Nikolajewitsch Charusin

Alexei Nikolajewitsch Charusin (russisch Алексей Николаевич Харузин; * 29. Februarjul. / 12. März 1864greg. in Reval; † 8. Mai 1932 in Moskau) war ein russischer Ethnologe, Anthropologe und Staatsbeamter.

## Leben
Charusin stammte aus einer reichen Kaufmannsfamilie. Er besuchte das Revaler Gymnasium (1873–1883) und studierte dann an der physikalisch-mathematischen Fakultät der Universität Moskau (MGU) mit Abschluss 1889. Nach der Aspirantur promovierte ihn die Kaiserliche Universität Dorpat zum Kandidaten der Zoologie.
Im Auftrag der Kaiserlichen Gesellschaft der Naturkundefreunde führte er Reisen in Transkaukasien (1885), auf der Krim (1886, 1889), auf dem Ägäischen Meer (1886), in der kirgisischen Steppe mit den Kurganen (1887, 1888) und im Kaukasus (1891) durch, die er mit seinen ethnographischen und anthropologischen Beobachtungen detailliert beschrieb. 1889–1891 redigierte er als Sekretär der Kaiserlichen Gesellschaft der Naturkundefreunde das Journal Dnewnik der anthropologischen Abteilung.
1891 trat Charusin in den Staatsdienst als Beamter für besondere Aufgaben beim Gouverneur Estlands. Er war dann Sekretär der Bauernkommission, Sekretär des Gouvernementskomitees für Statistik und Gouvernementssekretär für Bauernangelegenheiten. Für sein Buch über den bäuerlichen Grundbesitz im Gouvernement Estland erhielt er eine Goldmedaille der Akademie der Wissenschaften. Er redigierte den Estländischen Gouvernementsanzeiger.
1895 wechselte Charusin in die Staatskanzlei des Staatsrats. Im Auftrage der Kaiserlich Russischen Geographischen Gesellschaft besuchte er 1899 Bosnien und Herzegowina. 1901 sammelte er ethnographisches Material in Slowenien.
1902 wurde Charusin Geschäftsführer der Kanzlei des Wilnaer Generalgouverneurs. 1904 wurde er mit Ernennung zum Kammerherrn Gouverneur Bessarabiens. 1908 wurde er im Rang eines Hofmeisters Direktor des Departements für geistliche Angelegenheiten ausländischer Konfessionen des Innenministeriums. 1909 folgte die Ernennung zum Wirklichen Staatsrat (4. Rangklasse). 1911 wurde er Vizeinnenminister. 1913 wurde er Senator und Hofmeister (3. Rangklasse).
Charusin war Ehrenfriedensrichter des Ujesd Akkerman sowie Ehrenbürger von Kischinew, Bender, Belz, Kilija und Reni. 1908 war in Bender die zentrale Andrejewskaja-Straße in Charusinskaja-Straße umbenannt worden (bis 1918).
Nach der Oktoberrevolution organisierte er mit anderen die Landwirtschaftliche Versuchsstation Schatilowo bei Chomutowo und arbeitete dort. Ab 1924 arbeitete er im Moskauer Landwirtschaftspolytechnikum als Autor und Lehrer in der Gartenbauabteilung.
1927 wurde Charusin von der GPU verhaftet und nach einiger Zeit ohne Anklageerhebung wieder freigelassen. Er arbeitete nun als Berater für die Moskauer Zeitschrift Selchogise. 1931 wurde er ein zweites Mal zusammen mit seinem jüngsten Sohn Wsewolod wegen antisowjetischer Agitation verhaftet. Charusins Frau wies mit vorgelegten Dokumenten nach, dass Charusin in seiner Zeit als Gouverneur durch strenge Maßnahmen Judenpogrome verhinderte. Sein Sohn sagte aus, dass Charusin immer nur als Wissenschaftler gearbeitet hatte. Im April wurde Charusin nach Artikel 58 des Strafgesetzbuches der RSFSR zu drei Jahren Verbannung verurteilt. Im Mai 1932 starb er an Herzversagen im Krankenhaus am Butyrka-Gefängnis.
Charusin war mit der Konteradmiralstochter Baronesse Natalija Wassiljewna von der Howen verheiratet und hatte drei Söhne. Mstislaw (1893–1920), einer der Führer in der Weißen Bewegung, Oleg (1899–1928) und Wsewolod (1907–1937), Journalist. Wsewolod Charusin wurde 1935 als überzeugter Konterrevolutionär zu 10 Jahren Lagerhaft verurteilt und 1937 erschossen.
Charusins Brüder Michail und Nikolai und seine Schwester Wera waren ebenfalls Ethnographen bzw. Ethnographin.

## Ehrungen, Preise
- Allerhöchster Dank (1901, 1903, 1905)
- Orden des Heiligen Wladimir IV. Klasse (1907)
- Zivilverdienstorden (Bulgarien) (1907)
- Goldener Stern des Edlen Hauses von Buchara mit Diamanten (1910)
- Sankt-Stanislaus-Orden I. Klasse (1912)